# Халл (Квебек)
Халл (фр. Hull [ʏll]) — центральный и самый старый из районов города Гатино, Квебек, Канада. Расположен на западном берегу реки Гатино и северном берегу реки Оттава, непосредственно напротив центра Оттавы. В Халле вдоль берега расположены небоскрёбы федеральных правительственных зданий Канады. До включения 1 января 2002 года в состав Гатино Халл являлся самостоятельным городом. Назван в честь британского города Кингстон-апон-Халл (неофициально — Халл).

## География
Халл расположен у слияния рек Гатино и Оттава. Навигация вдоль Халла по реке Оттава всё ещё затруднена ввиду наличия на последней многочисленных порогов.

## Демография
Согласно переписи 2001 года, в Халле проживало 66246 жителей. Около 80 % жителей Халла считают родным французский язык, около 9 % — английский.

## История до 2002 г.
В начале 19 в. Филемон Райт, переселившийся из США, основал на месте Халла посёлок Райтстаун. Довольно скоро Райт создал несколько успешных предприятий, и посёлок стал быстро расти. Сооружение канала Ридо в 1830-е гг. перенесло центр экономической активности в соседнюю Оттаву.
Большой вклад в промышленное развитие Халла во второй половине 19 в. внёс Эзра Батлер Эдди, который также избирался мэром города. Его завод до настоящего времени стоит на набережной Оттавы у моста Портаж.
От первоначального поселения 1800 г. не осталось никаких следов, поскольку Старый Халл был полностью уничтожен в ходе пожара 1900 г., также уничтожившего старый мост Шодьер через остров Виктория, соединявший Халл с Оттавой. На месте старого моста позднее был построен новый.

## Слияние
В 2002 квебекское правительство, где доминировала Квебекская партия, провело слияние муниципалитетов Халл, Гатино, Элмер, Букингем и Массон-Анже в один город. Хотя Халл был старейшим из муниципалитетов и располагался в центре новообразованного города, для города выбрали название Гатино на том основании, что в Гатино было больше жителей, кроме того, это название уже носили река, долина, возвышенность, парк и бывший округ. Сыграл роль и тот факт, что название Гатино было французским, тогда как Халл — английским. Тем не менее, название Халл до сих пор часто используется в неформальной речи; в частности, термин «Оттава-Халл» используется как неофициальный синоним Национального столичного региона.
В 2004 г. был проведен референдум по вопросу об отделении Халла от Гатино, однако большинство проголосовало против отделения.

## Экономика
В настоящее время в экономике Халла доминирует сфера публичных услуг. Здесь находится группа правительственных небоскрёбов: они были сооружены в 1970-е гг. в ходе реализации федеральной политики по перераспределению федеральных должностей для вовлечения большего числа квебекцев. Здания группируются около площади Портаж и Шодьерских террас и располагаются на месте бывшего делового центра Халла.
Также у реки Оттава находятся две бумажных фабрики: (Scott Paper и E.B. Eddy).

## Достопримечательности
- казино озера Лими
- Канадский музей цивилизации (последний расположен непосредственно напротив Парламентского холма.
- Танковый парк и арсенал Салаберри (угол бульваров Александр-Таше и Сен-Жозеф)
- мост улицы Монкальм
- Паровая железная дорога
- театр Острова

## Спорт
До объединения городов в городе Халл в конце 1991 года прошёл юниорский чемпионат мира по фигурному катанию.

## Крупные улицы
- бульвар Александр-Таше
- бульвар дез-Аллюметтьер
- бульвар Сен-Жозеф
- улица Лорье
- улица Монкальм